# 猶太小鎮
猶太小鎮（羅馬化：shtetl，發音：[ʃtɛtl̩]；复数为，罗马化：shtetlekh）是歷史上遍佈東歐（俄罗斯帝国、波蘭會議王國、加利西亚和洛多梅里亚王国、羅馬尼亞王國、匈牙利王国）鄉村地區的阿什肯納茲猶太人的聚居區，住在猶太小鎮內的阿什肯納茲猶太人主要說的是意第绪语。
从19世纪80年代到1915年期間，有200万犹太人离开东欧。這使得住在猶太小鎮內的猶太人越來越少。 在纳粹大屠杀期间，殘存的猶太小鎮被徹底搗毀。 當時許多住在猶太小鎮內的猶太人直接被殺，或被送往各个納粹集中營 。